# Berga (Tràcia)
Berga (grec antic: Βέργη) era una ciutat de l'antiga Macedònia situada terra endins del riu Estrímon, a la regió de Bisàltia, que va ser fundada per colons provinents de Tassos.
En algun moment del segle v aC formava part de la Lliga de Delos. Fonts posteriors l'anomenen polis, però més aviat era un territori dels bisaltes, i Claudi Ptolemeu diu que l'habitaven els odomants. Va perdre importància quan es va fundar la ciutat d'Amfípolis, però va seguir existint en època romana.
Es coneix perquè va ser el lloc de naixement de l'escriptor Antífanes de Berga, que als seus relats parlava de coses tant fantasioses i impossibles que va donar lloc al verb Βεργαίζειν ('Bergaidsein') que significava 'dir falsedats'.